# Galanthus reginae-olgae
Galanthus reginae-olgae là một loài thực vật có hoa trong họ Amaryllidaceae. Loài này được Orph. mô tả khoa học đầu tiên năm 1876.

## Hình ảnh

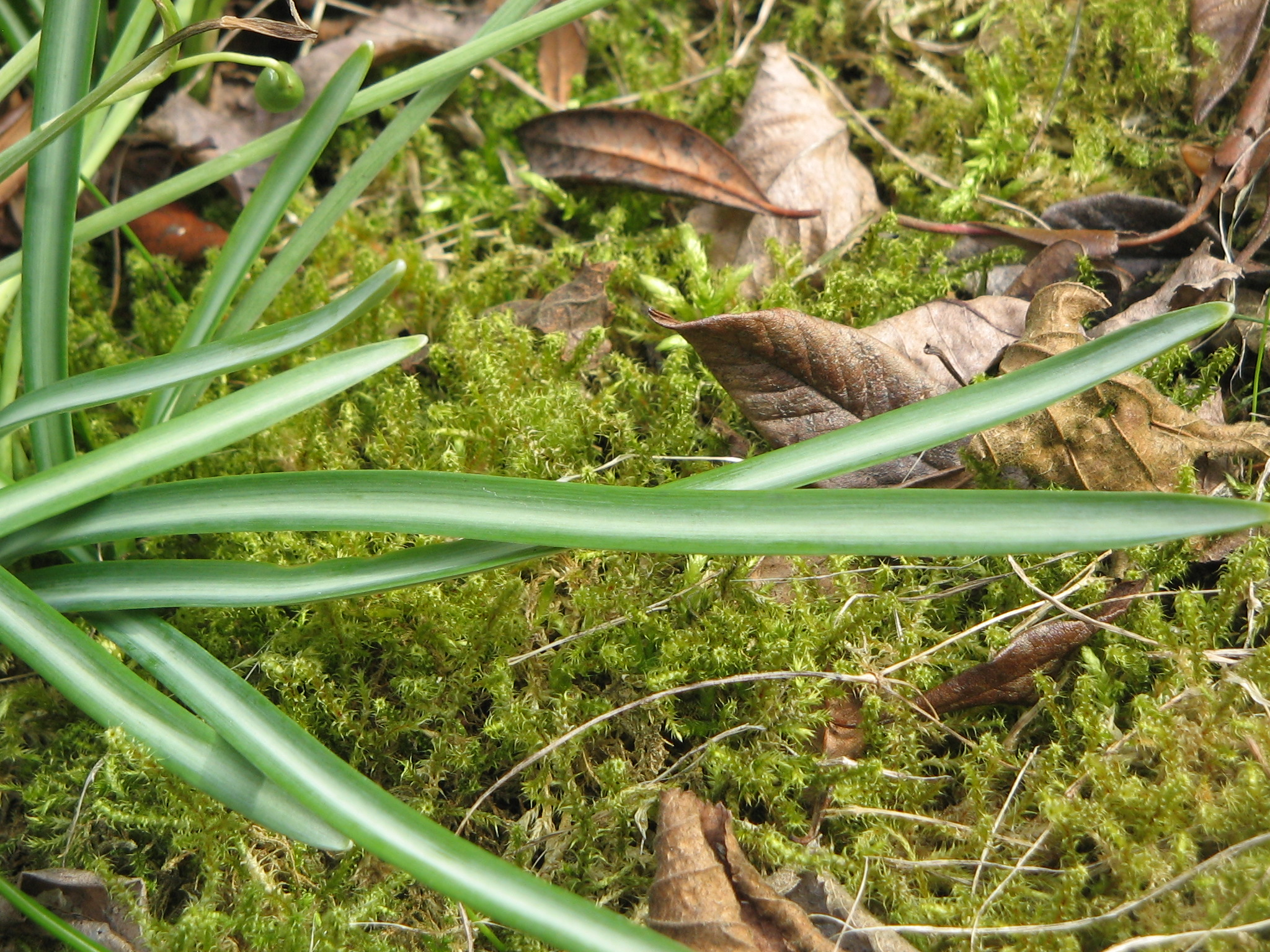
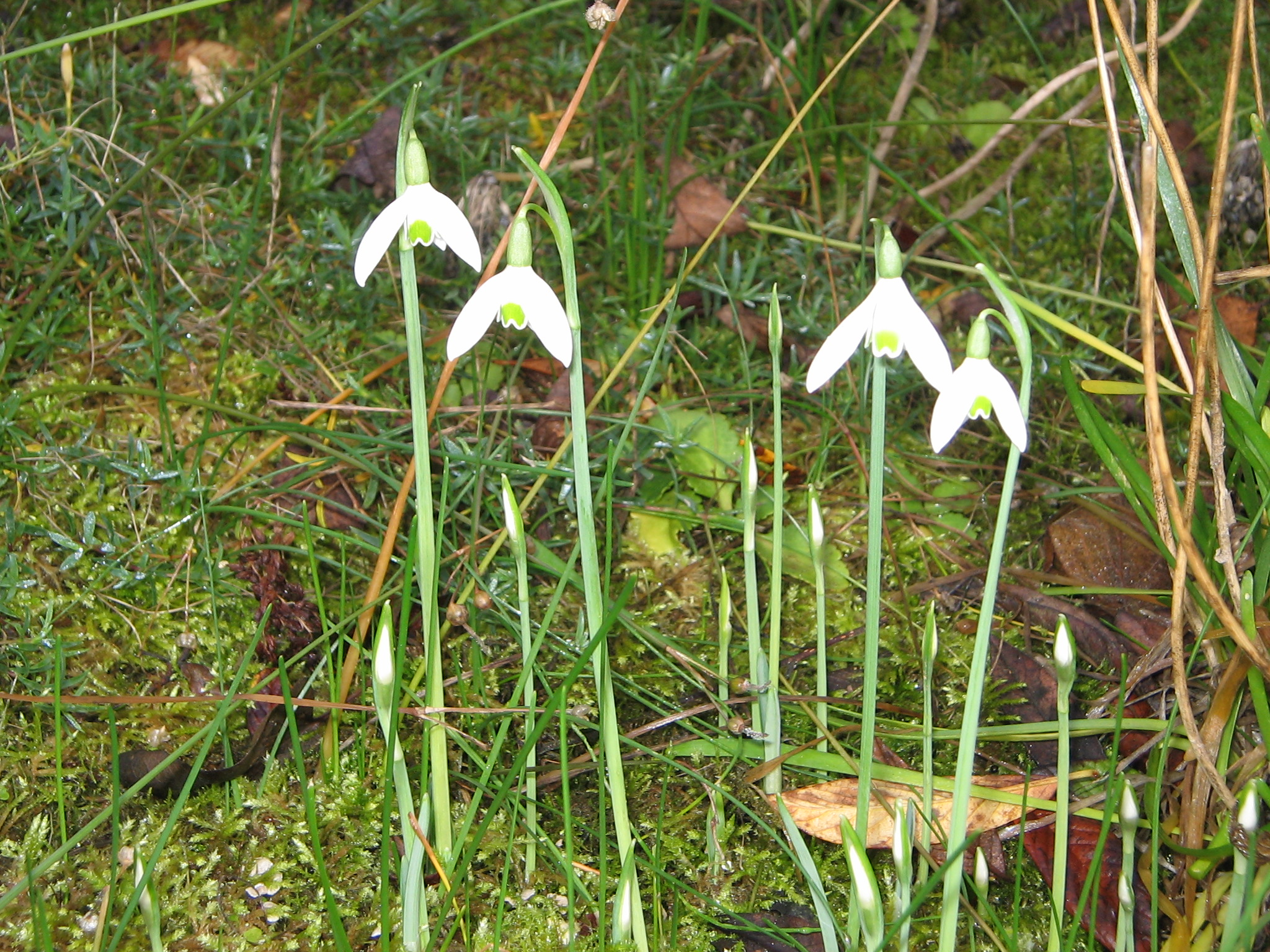
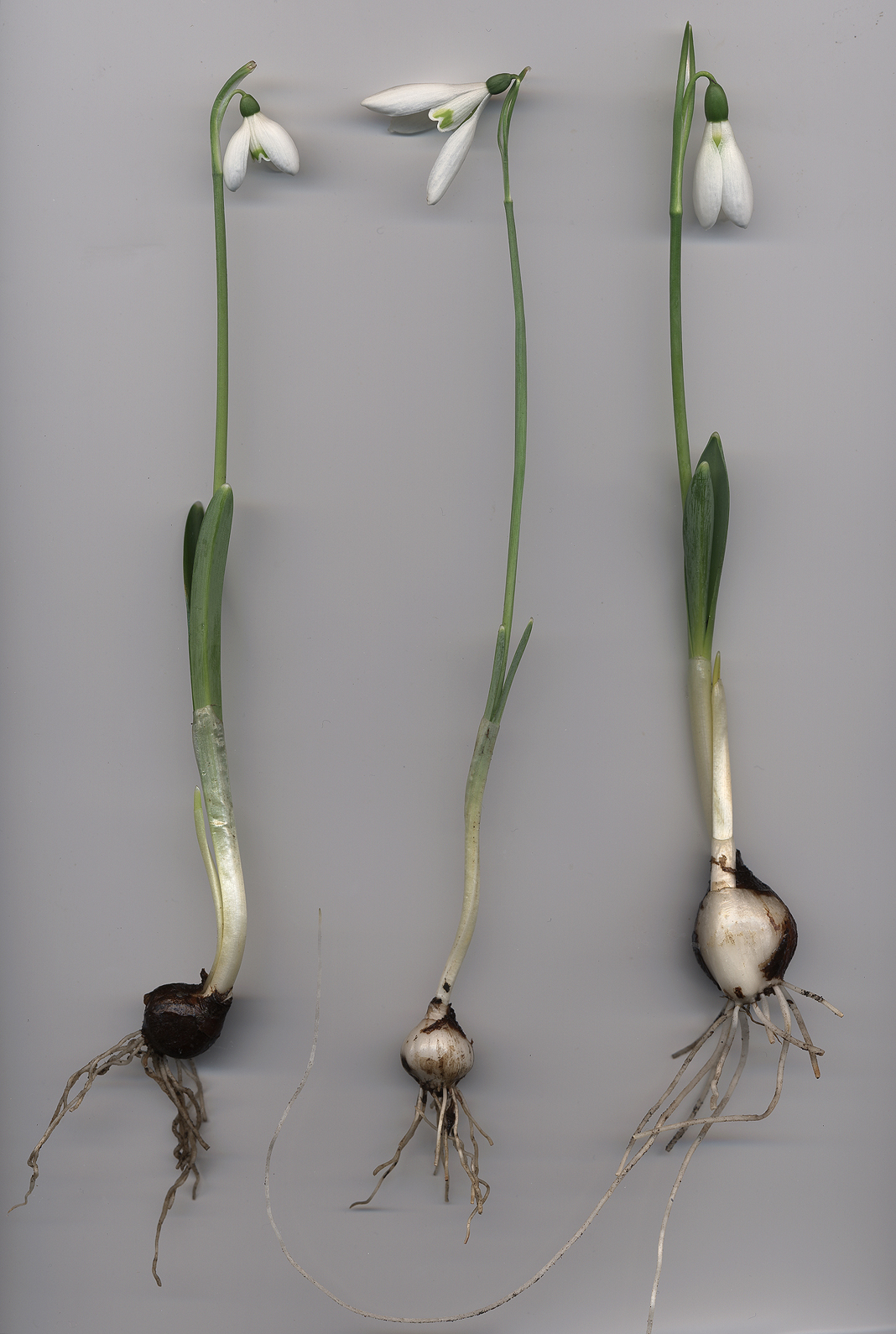
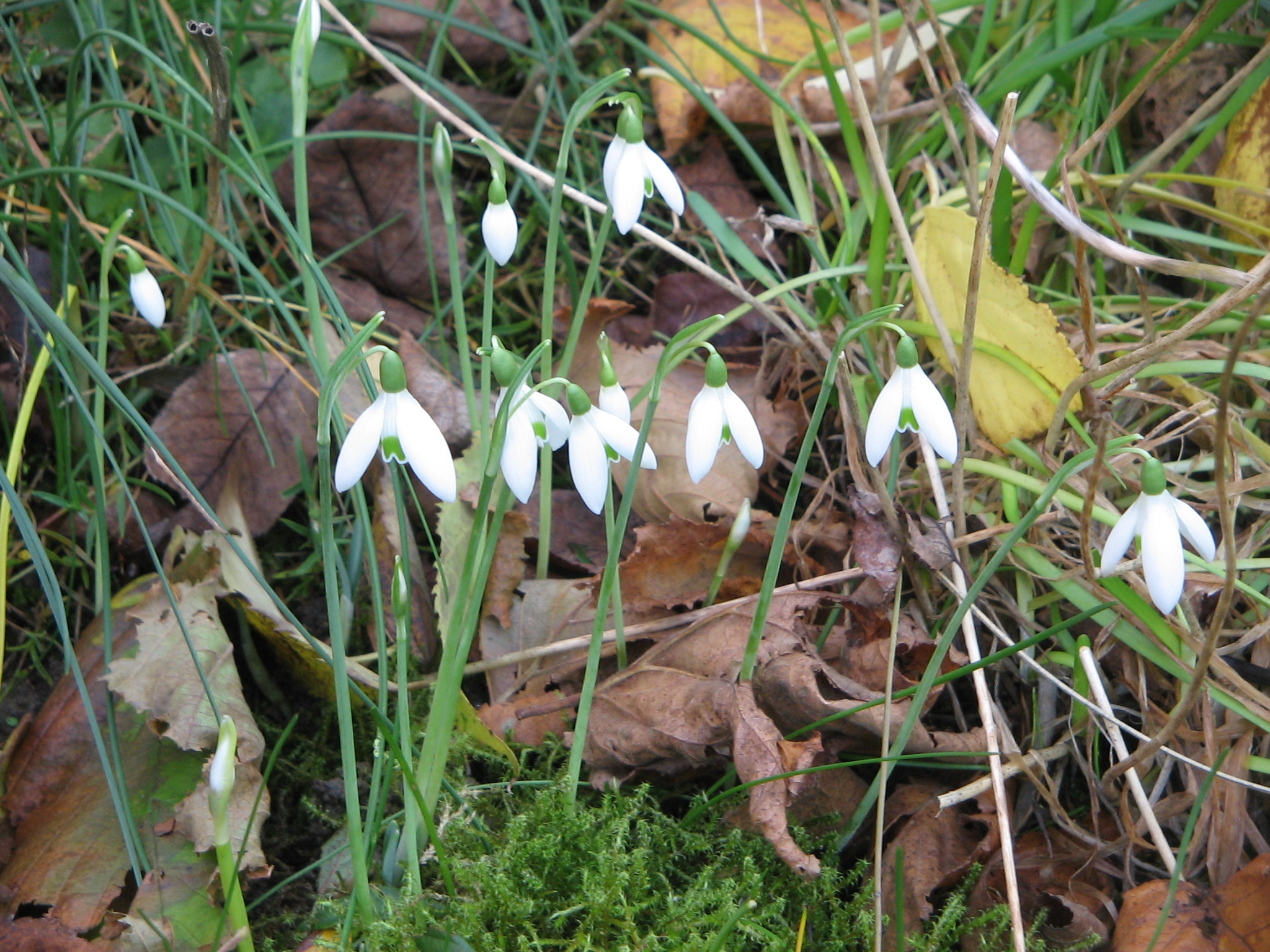